# Země bez jména
Země bez jména: Reportáže z Podkarpatska je kniha spisovatele Ivana Olbrachta. Jedná se o reportáže mapující situaci v Podkarpatské Rusi ve 30. letech – tedy v době, kdy byla součástí Československé republiky. Země bez jména byla první Olbrachtovou knihou s touto tematikou, poprvé vyšla v roce 1932. Olbracht na základě svých zážitků charakterizuje tamní obyvatelstvo, popisuje sociální podmínky a velkou pozornost věnuje otázce národní. Autor tuto knihu později rozšířil a vydal pod názvem Hory a staletí.

## Obsah
Kniha je rozdělena do čtyř částí:

#### Vesnice XI. Století
V úvodní kapitole Olbracht seznamuje čtenáře s divokou Podkarpatskou Rusí, s jejími neproniknutelnými lesy a velkým množstvím divokých zvířat je obývajících. Život zde není lehký, ale místní jsou zvyklí přežívat s málem. Obývají světnice s podlahou z udusané hlíny a s několika kusy nábytku. Zimy jsou dlouhé a úmorné – ženy tkají na primitivních stavech a dospělí vypráví dětem příběhy. Když na jaře povolí závěje, mladí muži se nechávají najímat na práci v lese do Sedmihrad, do Bosny a do Hercegoviny. Jsou obíráni o nemalé částky, ale stále se jim to vyplatí. Ženy mezitím pracují na neúrodných polích. Dříve bylo možno odjet na práci i do Ameriky, tam mnoho Rusínů vydělalo dost a po návratu si nechalo postavit nový dům. Co ale přišli Češi, je všechno jinak. Olbracht hovoří i o vlivu církve – lidé drží během roku mnoho půstů, i jimi se dá ušetřit. Hlad je tu velký a trvá dlouhodobě. Olbracht ale podotýká, že Podkarpatští nejsou nikterak dobrými křesťany – stále vyznávají přírodu, ač jsou zapsáni v matrikách. Autor zmiňuje i některé konkrétní pohanské bohy. Mimo jiné seznamuje čtenáře s cenami dobytka nebo výnosností zdejších polí.

#### Ti, o kterých tu dříve nebylo slýcháno
V této kapitole autor odhaluje, jak se český vliv odráží na Zakarpatsku. Do doby, než byla připojena k Československu, tu byl silný maďarský vliv. V době jeho návštěvy se tedy mísí doznívající maďarizace s probíhajícím počešťováním. Olbracht zmiňuje reklamní plakáty českých firem, ale i pobočky ve větších městech.
Osvětluje také vztah Rusínů k Čechům. Nejde o to, že jsou to Češi – ale že jsou novými pány. Nad Zakarpatskem měl vždy někdo moc – Maďaři, Němci, Poláci, Rumuni… a každý kdo přišel, z této země a jejího lidu jen kořistil. Právě proto jsou v těchto místech tak oblíbené povídačky a pohádky o šlechetných zbojnících a mstitelích, kteří bojují proti bohatým pánům…

#### Židé
Velkou skupinu obyvatelstva Podkarpatské Rusi tvoří Židé. Autor popisuje, jak se měnilo jejich postavení v průběhu času. Za první republiky byli Židé převážně obchodníky, kramáři a řemeslníky. Obchody jdou ale špatně, protože české obchody jsou velkou konkurencí.
Olbracht popisuje svůj pobyt u židovského krejčího Abrama Herskoviče-Altera. Jeho rodina putovníkovi poskytla přístřeší a vzala ho mezi sebe. Spisovatel tak mohl popsat každodenní život chudé ortodoxní rodiny. Abram, jako jiní, dře bídu, protože Baťovy boty z velkovýroby jsou mnohem levnější. Jeho čtyři děti chodí do školy nebo pracují. Odhaluje také na základě jejich soukromých rozhovorů Abramův prostý pohled na svět.

#### Boj o Kulturu a jazyk
Tato kapitola začíná slovy: „Ta země jest ještě bez jména. Či, lépe řečeno, má jich příliš, aby je mohla mýti.“ Olbracht se v této kapitole zabývá otázkou identity. Toto území bylo a je nazýváno různými jmény – Ruská Krajina, Podkarpatská Rus, Zakarpatská Ukrajina, Podkarpatsko… S obyvateli a jejich jazykem je to obdobně, bývali nazýváni – Rusíny, Rusňáky, Malorusy, Rusy, Ukrajinci, Podkarpatorusy… Olbracht opětovaně otevírá otázku čechizace, školství a výuky jazyků ve školách, za koho se považují sami obyvatelé tohoto území…

## Podkarpatská Rus v tvorbě Ivana Olbrachta

#### Prvotní setkání se Zakarpatskem
Podkarpatská Rus byla v letech 1919-1939 součástí Československa. Téma Zakarpatska Obracht zmiňuje už ale mnohem dříve. V letech 1903-1904 sloužil v Liberci s vojáky ze Zakarpatska. Příběhy těchto mladíků ho tak zaujaly, že o nich napsal ve svých prózách (Miluj vlast, Dopisy z vojny). Popisuje v nich touhu karpatských mladíků po svobodě, která vedla mnohdy k porušování vojenských předpisů nebo i dezerci. Scházel se také s ruskými a ukrajinskými studenty, kteří mu poskytovali informace o Podkarpatské Rusi.
V roce 1910 pracoval jako redaktor Rudého práva, byl tedy dost informován o situaci v této oblasti a politice – věděl o demonstracích a stávkách dělníků. V druhé polovině 20. let ho informuje Vančura, který právě na Zakarpatsku pobýval. Zároveň ho na počátku 30. let navštěvovali i zahraniční žurnalisté a v éteru tak byly protichůdné informace o této oblasti – to vše přimělo Olbrachta tam jet.

#### První výprava na Podkarpatskou Rus a vznik reportáží
Olbracht ve 30. letech podnikl několik cest na Podkarpatskou Rus. Poprvé jako 49letý v roce 1931, poté až do roku 1936 i několikrát ročně. Olbracht na základě těchto návštěv vytvořil tzv. Zakarpatskou trilogii – Nikola Šuhaj loupežník, Hory a staletí (vycházející ze Země bez jména), Golet v údolí.
Když Olbracht pobýval na jaře 1931 několik týdnů na východním Slovensku, stýkal se tam výhradně s Rusy. Zdálo se mu, že Zakarpatsko nemůže být takové, jak o něm hovoří a rozhodl se, vidět ho na vlastní oči. Napsal tedy dopis své známé do Užhorodu, zda by mu zajistila nocleh. Na Podkarpatskou Rus se vypravil, aniž by čekal na odpověď.
Hned v prvních dnech se seznámil s místními lidmi, vyslechl si řadu příběhů – mezi nimiž byl i příběh o koločavském loupežníkovi. Olbracht byl tímto vyprávěním nadšen a chtěl ihned Koločavu navštívit… Kromě toho spisovatel podnikal v příštích týdnech i 50 kilometrové túry po okolí, zkoumal divokou přírodu a pozoroval místní při práci.
Spisovatel se na Zakarpatsko vydal s úmyslem nalézt inspiraci pro nový román a povídky, když ale viděl na vlastní oči tamní poměry, změnil názor. „Přišel jsem sem psáti beletrii. Ale když jsem viděl, do jak bezměrné bídy byla celá země vehnána, jaké kulturní a politické zmatky se tu vědomě a za zištnými účely vyvolávají a jak nebezpečná a dobře organizovaná smečka lotrů rabuje celé kraje, nebylo možno alespoň v první době nechat beletrii beletrií a nenapsati o nich.“ Rudolf Havel v doslovu k jeho prózám napsal: „Olbracht za dva měsíce viděl víc než jiní za léta a už první verze jeho reportáží řekly čtenáři českých zemí o Zakarpatsku víc než za 10 let všechny vládní časopisy.“
Nejprve tedy vzniklo několik reportáží. V roce 1931 mu vycházely v Literárních novinách. Po návratu z Podkarpatské Rusi je narychlo přepracoval a na jaře 1932 vydává knihu reportáží Země bez jména. Ta „…vyvolala mnoho přímých i nepřímých ohlasů. Byly psány články a vydávány knihy s cílem popřít nebo zmírnit Olbrachtovy závěry.“ Ozval se dokonce i F. X. Šalda, který ve svém článku odsoudil kolonizaci Zakarpatska. Šalda i Olbracht kritizovali, že sotva se stalo Československo samostatným státem, už utlačovalo jiné.